# ویتا رودنک
ویتا رودنک (اوکراینی: Віта Руденок؛ زادهٔ ۱۴ مهٔ ۱۹۷۸) وزنه‌بردار اهل اوکراین است. وی در مسابقات کشوری و بین‌المللی در مجموع برندهٔ ۱ مدال طلا و ۱ مدال برنز شده‌است.